# The End of the Fucking World (comics)
Pour la série télévisée tirée du comics, voir The End of the F***ing World.
The End of the Fucking World est une série de comics créée par Charles Forsman. Initialement auto-publiée sous forme de série dans un fanzine, The End of the Fucking World a ensuite été publiée en un seul comic book par Fantagraphics Books. En 2013 la série a été traduite en français chez L'Employé du Moi.
Le Comics a été adaptée en une série télévisée du même nom, The End of the F***ing World, diffusée sur Netflix depuis le 5 janvier 2018.

## Synopsis
Après une énième engueulade avec son père, James part de chez lui (en embarquant la voiture familiale). Sa petite amie, Alyssa, l'accompagne. Très vite, cette fugue sur fond d'idylle adolescente va se transformer en une cavale sans cause ni espoir de retour.

## Personnages
- James
- Alyssa

## Parutions

### Version originale
- The End of the Fucking World, 176 pages, noir et blanc. Réédité en couverture rigide fin 2017.

### Version française
- The End of the Fucking World, en format poche, avec 75 planches.

## Adaptation télévisée
Le comics a été adapté en une série télévisée diffusée sur Netflix le 5 janvier 2018.